# Koani
Koani is de hoofdplaats van de Tanzaniaanse regio Centraal- en Zuid-Zanzibar.
In 2002 telde Koani 2146 inwoners.